# Augustastraße 23 (Neustrelitz)

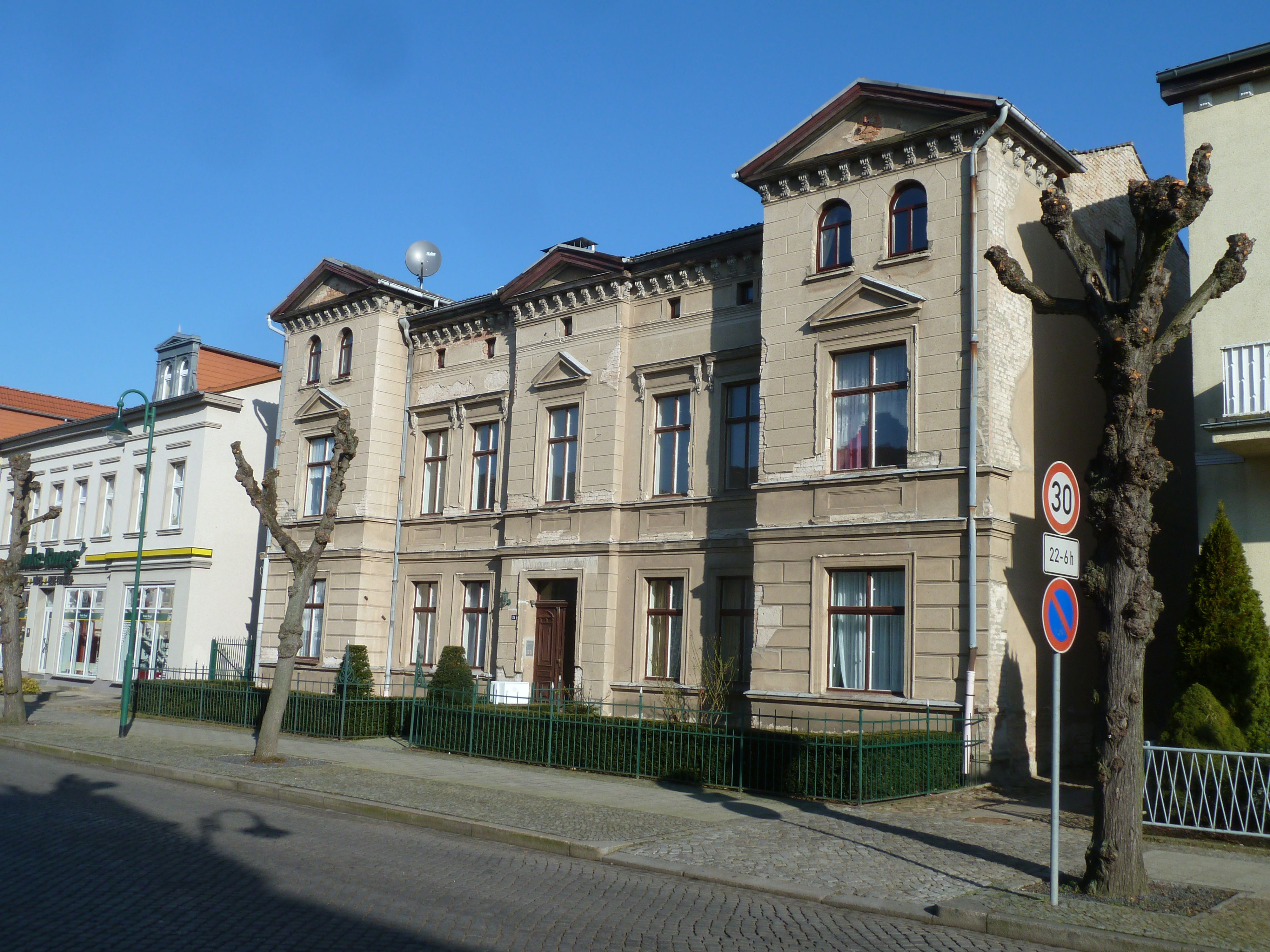

Das Wohnhaus Augustastraße 23 in Neustrelitz (Mecklenburg-Vorpommern) stammt aus dem 19. Jahrhundert.
Das Gebäude steht unter Denkmalschutz.

## Geschichte
Das zweigeschossige verputzte historisierende Gebäude in U-Form mit Fassadenelementen im Stil des Klassizismus, mit den drei markanten Giebelrisaliten, dem Mezzaningeschoss und dem reich verzierten Kraggesims wurde im  19. Jahrhundert gebaut.
Im Rahmen der Städtebauförderung wurde das Gebäude nach 2015 saniert. An der Augustastraße stehen eine Reihe repräsentativer zwei- und dreigeschossiger Wohnhäuser.